# Foça
Foça este un oraș în provincia İzmir din Turcia.